# 张俊升
张俊升（1905年2月—1995年12月25日），字彦远，男，直隶（今河北）威县人，中国政治人物。曾任浙江省农业厅副厅长、浙江省人民政府参事室副主任。

## 生平
1928年参军，1934年毕业于黄埔军校洛阳分校。历任烟台市盐务缉私所所长、独立45旅教导大队大队长、独立45旅特务团副团长、国民党第30师88团副团长、89团团长等职。1943年3月，在姚南与新四军浙东游击纵队司令员何克希共同签订了《联合抗日宣言》。1945年7月宣布起义，脱离国民党军队，所属部队改编为新四军浙东游击纵队第2旅，任新四军浙东游击纵队副司令兼第2旅旅长。同年10月奉命北撤，历任新四军独立1旅旅长、华东野战军第一纵队副参谋长。1948年1月加入中国共产党。1949年2月后，历任第三野战军第20军副参谋长、华东军区装甲兵部队副参谋长。1955年9月授大校军衔。同年转业到地方，任浙江省农业厅副厅长。1957年被划为右派分子。1978年得以纠正，调任浙江省人民政府参事室副主任。1995年12月25日在杭州逝世。